# FK Famos Vojkovići
FK Famos je nogometni klub iz Vojkovića kod Istočnog Sarajeva, u Bosni i Hercegovini. Trenutno se natječe u Prvoj nogometnoj ligi Republike Srpske. Klub je osnovan 1968. godine.